# Thor Hartman
Thor Hartman, född 15 januari 1936 i Trondheim, Norge, död 9 september 2003, var en svensk skådespelare.

## Filmografi
- 1955 – Flottans muntergökar
- 1955 – Danssalongen
- 1959 – Raggare!
- 1961 – Karneval
- 1962 – Raggargänget
- 1963 – Prins Hatt under jorden
- 1963 – Mordvapen till salu
- 1964 – Åsa-Nisse i popform
- 1966 – Krypkasino med T.T.
- 1966 – Operation Argus (TV-serie)
- 1968 – Okay sailor okay!
- 1968 – Sarons ros och gubbarna i Knohult
- 1973 – Ebon Lundin

## Teater

### Roller (ej komplett)
| År   | Roll                | Produktion                                                                          | Regi                 | Teater                 |
| ---- | ------------------- | ----------------------------------------------------------------------------------- | -------------------- | ---------------------- |
| 1960 | Roger Gosselin      | Primadonna (Adorable Julia) Marc-Gilbert Sauvajon                                   | Gösta Folke          | Lilla Teatern          |
| 1964 |                     | Den stora effekten (La grosse valise) Robert Dhery                                  | Stig Ossian Eriksson | Idéonteatern           |
| 1965 | Fånge 14            | Buren (The Brig) Kenneth Brown                                                      | Sten Lonnert         | Stockholms stadsteater |
| 1965 | A-rab               | West Side Story Leonard Bernstein, Stephen Sondheim och Arthur Laurents             | Rikki Septimus       | Oscarsteatern          |
| 1967 | Medverkande         | Viet Rock Megan Terry                                                               | Sten Lonnert         | Stockholms stadsteater |
| 1967 | Col                 | Leva som svin (Live Like Pigs) John Arden                                           | Sten Lonnert         | Stockholms stadsteater |
| 1968 | En pojke            | Jaktscener (Jagdszenen aus Niederbayern) Martin Sperr                               | Ernst Günther        | Stockholms stadsteater |
| 1969 | Mendel, rabbins son | Spelman på taket (Fiddler on the Roof) Sheldon Harnick, Joseph Stein och Jerry Bock | Henny Mürer          | Stockholms stadsteater |